# Рубен Паньяніні
Рубен Паньяніні (ісп. Rubén Pagnanini, нар. 31 січня 1949, Сан-Ніколас-де-лос-Арройос) — аргентинський футболіст, що грав на позиції захисника.
Виступав, зокрема, за клуби «Естудьянтес» та «Індепендьєнте», а також національну збірну Аргентини.
Дворазовий чемпіон Аргентини. Триразовий володар Кубка Лібертадорес. Володар Міжконтинентального кубка. У складі збірної — чемпіон світу.

## Клубна кар'єра
У дорослому футболі дебютував 1968 року виступами за команду клубу «Естудьянтес», в якій провів дев'ять сезонів, взявши участь у 329 матчах чемпіонату. Більшість часу, проведеного у складі «Естудьянтес», був основним гравцем захисту команди. Загалом за клуб у чемпіонатах Аргентини зіграв 329 матчів, у яких відзначився 21 раз. У складі команди тричі поспіль — у 1968, 1969 та 1970 роках — ставав переможцем Кубка Лібертадорес (хоча лише у 1970 році був основним гравцем у фіналі Кубка).
У 1977 році перейшов до складу іншого аргентинського клубу — «Індепендьєнте»  зі столичного передмістя Авельянеди. За два роки, проведені у складі клубу, двічі виборов титул чемпіона Аргентини. У 1980 році перейшов до складу ще одного аргентинського клубу «Аргентинос Хуніорс», за який зіграв лише 2 матчі у чемпіонаті Аргентини.
Завершив професійну ігрову кар'єру у клубі НАСЛ «Міннесота Кікс», за команду якого виступав протягом 1981 року.

## Виступи за збірну
1978 року дебютував в офіційних матчах у складі національної збірної Аргентини. У складі збірної виступав протягом лише одного року, та провів за національну дружину лише 4 матчі та відзначився 1 забитим м'ячем.
Рубен Паньяніні був у заявці збірної Аргентини на домашньому чемпіонаті світу 1978 року, де «Альбі-селестес» здобули титул чемпіона світу, але на полі так і не з'явився.

## Титули і досягнення
- Чемпіон Аргентини (2):

«Індепендьєнте» (Авельянеда): 1977 (Насьйональ), 1978 (Насьйональ)
- Володар Кубка Лібертадорес (3):

«Естудьянтес»: 1968, 1969, 1970
- Володар Міжконтинентального кубка (1):

«Естудьянтес»: 1968
- Чемпіон світу (1):

1978